# 茶臼山城 (備前国)
茶臼山城（ちゃうすやまじょう）は、備前国（岡山県赤磐市周匝）にあった日本の城。

## 概要
築城時期は不明だが、天文年間（1532年 - 1555年）初め頃とされている。
茶臼山（標高約180メートル）は、吉井川本流と吉野川の合流地点である。備前東部と美作東部の接点であり、周匝平野、飯岡平野を一望できる備前北東部の要衝であった。また浦上宗景の拠る天神山城の北7キロ程の所にあり、天神山城の上流を守る拠点としての存在価値が高かった。
城郭の形態は連郭式と呼ばれ、2つの尾根上に総延長約800メートルにわたって土壇築成と削り出しによって城郭施設が構築されており、本丸は東南に向って広い楕円形をなし、二の丸はその西続きの山頂に、他に出丸・太鼓丸・空堀・井戸・小池・土塁などの跡が遺り、当時として相当の防備を持つ代表的な山城である。現在も比較的に良好な状態で遺存している城址である。
- 1579年（天正7年） - 宇喜多氏の美作侵攻により、落城。
- 江戸時代には備前池田藩が周匝に一族で家老の池田伊賀守（片桐池田家）を配置し、陣屋を構えていた。

## アクセス
- 中国自動車道美作ICより車で約30分